# Zwölf Winter
Zwölf Winter, auch 12 Winter, ist ein Kriminalfilm des Regisseurs Thomas Stiller nach den Drehbüchern von Holger Karsten Schmidt, der erstmals im Mai 2009 auf den Sendern ARTE und Das Erste ausgestrahlt wurde. Der in seiner Grundlage auf wahren Verbrechen beruhende Film thematisiert die Raubserie zweier von der Boulevardpresse als Kanzler-Bande bezeichneter Täter, die zwischen 1988 und 2001 deutschlandweit 36 Provinzbanken und Sparkassen überfielen und sechs Millionen Euro erbeuteten. In den Hauptrollen des Gangsterduos agieren Jürgen Vogel und Axel Prahl.
Im Jahr 2010 wurde Zwölf Winter für den Adolf-Grimme-Preis sowie den Deutschen Fernsehkrimipreis nominiert und mit dem Jupiter ausgezeichnet.

## Handlung
Nach seiner Entlassung aus der Justizvollzugsanstalt trifft Mike Roth auf seine befreundeten ehemaligen Mithäftlinge Klaus Starck und Alex Greif, die seit 1988 Banküberfälle verüben. Roth schließt sich ihnen an, infolge einer Leukämieerkrankung steigt Greif jedoch kurze Zeit später aus. Zunächst mit gefälschten Autokennzeichen und Gummimasken, im weiteren Verlauf mit Motorrad und Schutzhelmen, überfallen die Täter während zwölf Winterperioden durchschnittlich je drei kleine Banken und Sparkassen im gesamten Bundesgebiet. Die Überfälle werden im Frühjahr und Herbst professionell vorbereitet und ausschließlich während der dunklen Jahreszeit kurz vor Geschäftsschluss begangen. Zu den Prinzipien des Duos gehören ein hohes Tempo, der Verzicht auf unnötige Gewalt sowie die Vermeidung von Toten oder Verletzten. Ihr Ziel ist das „perfekte Verbrechen“.
Während Starck weiterhin das Leben eines unauffälligen Kleinbürgers führt, zieht Roth ein ausschweifendes Leben mit Partys, schönen Frauen und schnellen Autos vor. Sein verschwenderischer Stil motiviert ihn zu immer neuen Raubdelikten.
Indem sie ihr wahres Alter mithilfe körperlichen Trainings verfälschen, gelingt es den beiden Tätern jahrelang, die Polizei geschickt zu täuschen und sie in falsche Richtungen ermitteln zu lassen.
Im Jahr 1999 werden die Bonner Landeskriminalbeamten Gerd Prothmann und Reiner Geugis schließlich auf Parallelen aufmerksam, aus denen sie auf Serientäter schließen und die „Ermittlungskommission Winter“ bilden. Der Versuch, die Täter aufzuspüren, mündet in einem Katz- und Maus-Spiel, in dessen Rahmen es den Tätern glückt, der Polizei wiederholt zu entkommen. Den entscheidenden Hinweis erhalten die Beamten durch den ehemaligen Mithäftling Glowalla, der sich aufgrund einer zurückliegenden Auseinandersetzung an Starck zu rächen versucht. Sein Verrat führt zur Verhaftung des Gangsterduos.

## Hintergrund

### Produktion
Über einen Zeitraum von drei Jahren entwickelte Holger Karsten Schmidt die Drehbücher für einen zunächst vorgesehenen Zweiteiler. Um die Authentizität des Films zu erhöhen und eine Glorifizierung der Täter zu verhindern, entstand das Projekt nicht nur durch die beratende Mitwirkung des realen Täters Mike Rödesheim, sondern auch durch die Kooperation mit den zu jener Zeit an der Aufklärung des Falls maßgeblich beteiligten Ermittlern. Die Interviews führten Holger Karsten Schmidt und Produzent Martin Zimmermann. Nachdem der WDR entschieden hatte, den ursprünglich dreistündigen Zweiteiler auf die klassische Spielfilmlänge von 90 Minuten zu halbieren, wurde Schmidt mit der Kürzung seiner Drehbücher beauftragt. Schmidt lehnte dies jedoch vor dem Hintergrund ab, die Reduktion wirke sich insbesondere nachteilig auf die Figurenzeichnung aus und sei ohne Rücksprache oder Begründung festgelegt worden. Die Kürzung der Szenen übernahm daraufhin Regisseur Thomas Stiller.
Die von der Filmstiftung NRW geförderte WDR-Koproduktion mit ARTE und Degeto entstand im Frühjahr 2008 an 29 Drehtagen in Nordrhein-Westfalen, darunter in Köln, Bonn, Oberhausen und der Justizvollzugsanstalt Wuppertal-Vohwinkel. Als Produzenten fungierten Bettina Brokemper und Martin Zimmermann von der in Köln ansässigen 20:15 Film- und Fernsehproduktions GmbH. Erst ein Jahr nach Ende der Dreharbeiten begegneten sich Stiller und Schmidt zum ersten Mal persönlich.

### Unterschiede zwischen Realität und Fiktion
Die entgegengesetzte Charakterisierung der beiden Hauptserientäter gehörte zu den fiktiven Details; Mike Rödesheim und Klaus Wolf führten jenseits ihrer Überfälle ein zurückgezogenes, biederes Leben.
Während die Identität der Täter im Film durch den Verrat des Mithäftlings aufgeklärt wurde, gelang die reale Ergreifung mithilfe moderner Fahndungs- und Untersuchungsmethoden wie der DNA-Analyse. Zudem wurde die Festnahme der Täter aus polizeitaktischen Gründen verändert, nach Angaben eines involvierten Beamten sei sie in Wirklichkeit „spektakulärer“ gewesen.

### Ausgang des Realfalls
Die beiden 51 und 54 Jahre alten Täter Mike Rödesheim und Klaus Wolf wurden im Jahr 2002 in Sankt Augustin vom EK Winter des Landeskriminalamtes Nordrhein-Westfalen verhaftet, der dritte Täter war zuvor an seiner Krebserkrankung verstorben. Die Polizei stellte bei den beiden Männern ein umfangreiches Waffenarsenal sicher, im Laufe ihrer Raubserie hatten sie jedoch von keiner Schusswaffe Gebrauch gemacht. Im Jahr 2004 verurteilte sie das Landgericht Bonn zu je 15 Jahren Freiheitsstrafe, die sie in den Hochsicherheitstrakten der Justizvollzugsanstalten in Bielefeld und Aachen absitzen.
Mehrere betroffene Bankangestellte wurden infolge der Traumatisierung arbeitsunfähig.
Die von der Boulevardpresse verwendete Bezeichnung Kanzler-Bande war auf eine Gummimaske zurückzuführen, die die Täter während eines ihrer Überfälle trugen und die den damaligen Bundeskanzler Gerhard Schröder darstellte.

## Kritik
„Einen Zeitraum von bald zwanzig Jahren in neunzig Minuten abzubilden ist keine leichte Aufgabe für einen Filmemacher, der sich gezwungen sieht zur Reduktion. Wenige Szenen müssen genügen, um dem Zuschauer die Charaktere näherzubringen; in diesen Momenten aber lässt Stiller den Schauspielern viel Raum, gönnt ihnen Großaufnahmen und erspart es ihnen, in überfrachteten Dialogen jene Fragen zu klären, die der Film vernachlässigen muss. Es werden gewiss nicht zu viele Worte gemacht in Stillers Film, der sich mit seinen sanften Überblendungen und seinen ruhigen, melancholischen Einstellungen von Landstraßen und Stadtrand-idyllen im Gegenlicht abhebt von actiongetriebenen Gangsterfilmen, in denen deutsche Großstädte Chicago mimen müssen.“

„Herausgekommen ist eine Gangsterballade, eine, die nicht von an den Nerven reißender Spannung lebt, sondern von ihrem beinahe dokumentarischen Charakter. Während sie anfangs ausschließlich die Bankräuber und ihre Planungen beobachtet, erhalten mehr und mehr die nach ihnen fahndenden Ermittler Raum. Wie sie sich aufreiben und streiten, wie sie ausprobieren und scheitern, und am Ende doch obsiegen.“

## Nominierungen
- 2010: Adolf-Grimme-Preis in der Kategorie „Fiktion“
- 2010: Deutscher Fernsehkrimipreis

## Auszeichnungen
- 2010: Jupiter in der Kategorie „Bester TV Spielfilm“[9]